# Free Rainer
Free Rainer – Dein Fernseher lügt (' Bevrijdt Rainer, de televisie liegt ') is een Duits-Oostenrijkse dramafilm uit 2007 onder regie van Hans Weingartner. De productie verscheen internationaal als Reclaim Your Brain en ging in wereldpremière op het Toronto Film Festival.

## Verhaal
Rainer (Moritz Bleibtreu) is een succesvolle producent van televisieprogramma's op de Duitse televisie, met het gedrag van een egoïst van het ergste soort. Hij schoffeert, liegt, bedriegt, vernielt, zuipt en snuift cocaïne tot hij erbij neer valt, om vervolgens zonder gewetensbezwaren de wegen onveilig te maken in zijn sportwagen. Alles verandert wanneer hij op een morgen half bewusteloos voor het stoplicht staat te wachten en vervolgens hard geramd wordt door Pegah (Elsa Schulz Gambard), die doelbewust op hem inrijdt. Onderwijl dat de broeders in de ambulance hem proberen te reanimeren, heeft Rainer in zijn onderbewustzijn een ervaring die hem doet besluiten dat hij totaal verkeerd bezig is en het helemaal anders gaat doen.

Wanneer Rainer bijkomt in het ziekenhuis zoekt hij in een nabijgelegen kamer Pegah op. Hij vertelt haar zich niet schuldig te voelen voor wat ze gedaan heeft en dat hij het verdiende. Hij is er zich inmiddels van bewust dat ze de kleindochter is van een man die zelfmoord pleegde, nadat hij in een van Rainers programma's voor heel Duitsland te kijk werd gezet. Vervolgens voegt Rainer de daad bij het woord en leeft zijn voornemen na. In plaats van met de troep die hij jarenlang geproduceerd heeft door te gaan, richt hij zich op het maken van programma's die naar zijn gevoel nuttige informatie bieden aan de Duitse bevolking. Na één uitzending daarvan krijgt hij echter al te horen dat de stekker eruit getrokken wordt, omdat de kijkcijfers slecht zijn.

Rainer vertrouwt het zaakje niet en krijgt het vermoeden dat de kijkcijfers worden gemanipuleerd om het gewone volk dom te houden, terwijl de elite zichzelf tegoed doet. Hij besluit om samen met Pegah en de paranoïde beveiligingsagent Philip (Milan Peschel) uit te zoeken hoe de huidige opgevoerde kijkcijfers precies tot stand komen. Wanneer hij daar weinig vreemds aan kan vinden, bedenkt hij de theorie dat mensen afgestompt zijn geraapt door wat ze jarenlang voorgeschoteld hebben gekregen en dat hij dit om kan keren door zelf de kijkcijfers te manipuleren. Voor dit doel spreekt Rainer heel zijn - aanzienlijke - fortuin aan, waarmee hij met Pegah en een groep aan lager wal geraakte gelijkgestemden aan de slag gaat.

## Rolverdeling
- Gregor Bloéb - Maiwald
- Tom Jahn - Bernd
- Andreas Brandt - Karl-Heinz
- Robert Viktor Minich - Harry
- Ralf Knicker - Sebastian
- Irshad Panjatan - Gopal
- Simone Hanselmann - Anna